# غنهران
غنهران هي قرية في مقاطعة تيران وكرون، إيران. عدد سكان هذه القرية هو 1,021 في سنة 2006.